# Monona County
Monona County är ett administrativt område i delstaten Iowa, USA. År 2010 hade countyt 9 243 invånare. Den administrativa huvudorten (county seat) är Onawa.

## Geografi
Enligt United States Census Bureau har countyt en total area på 1 810 km². 1 795 km² av den arean är land och 15 km² är vatten.

### Angränsande countyn
- Woodbury County - nord
- Crawford County - öst
- Harrison County - syd
- Burt County, Nebraska - sydväst
- Thurston County, Nebraska - väst

## Städer och samhällen
| - Blencoe - Castana - Mapleton | - Moorhead - Onawa - Rodney | - Soldier - Turin | - Ute - Whiting |